# L'Ortolano

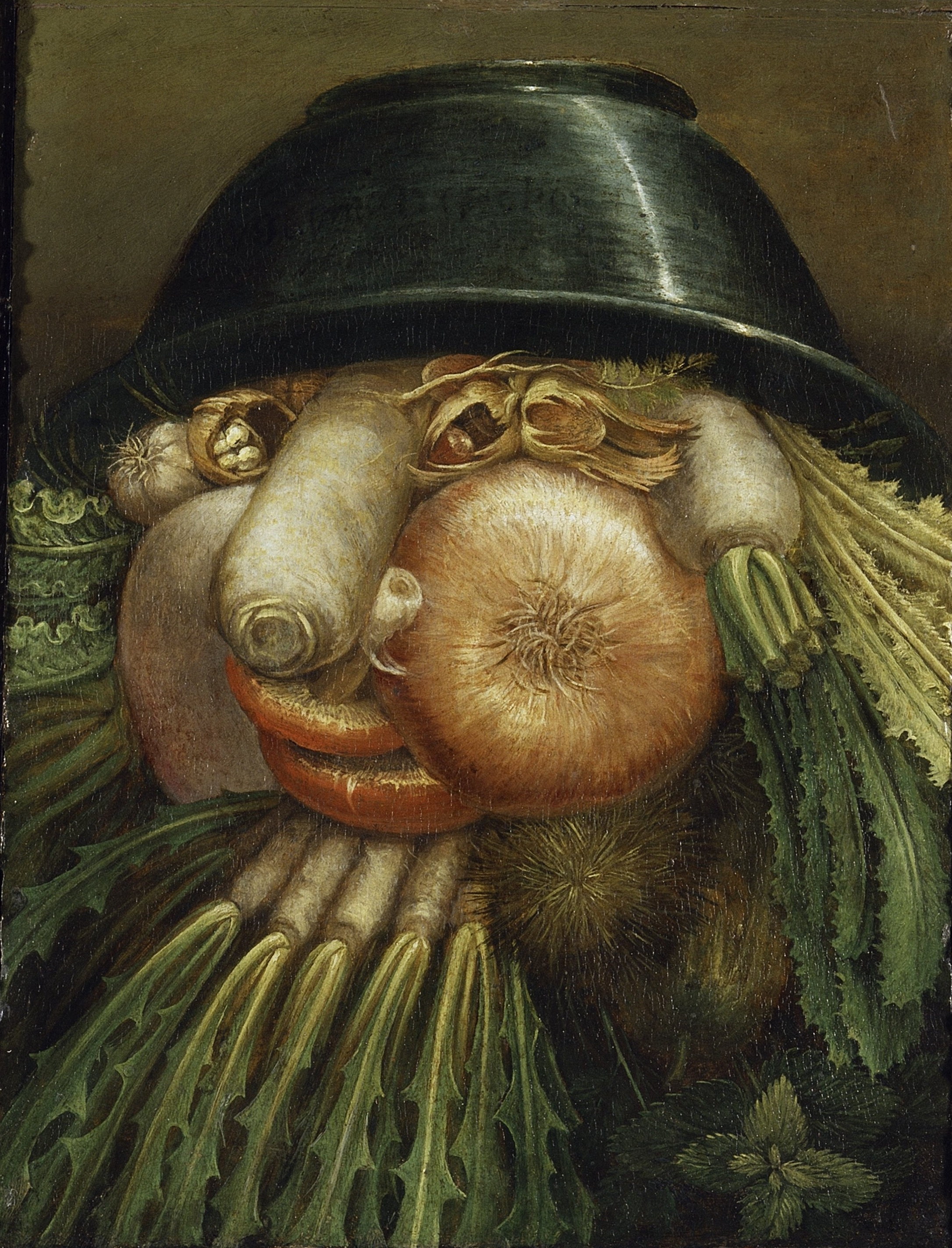
Le tableau retourné.

L'Ortolano (« Le Jardinier ») est un tableau peint par Giuseppe Arcimboldo en 1587-1590, une nature morte de légumes réversible en figure anthropomorphique, conservé au Museo Civico Ala Ponzone de Crémone. 
Les formes suggestives des organes sexuels masculin et féminin ont fait assimiler la figure à celle de Priape, le dieu de la fertilité ithyphallique, protecteur des jardins et des troupeaux.
Le musée présente le tableau dans une vitrine comportant un miroir en dessous pour en apprécier la révélation de la figure par paréidolie (bien qu'il soit non retourné mais inversé par le reflet).

Présentation au musée
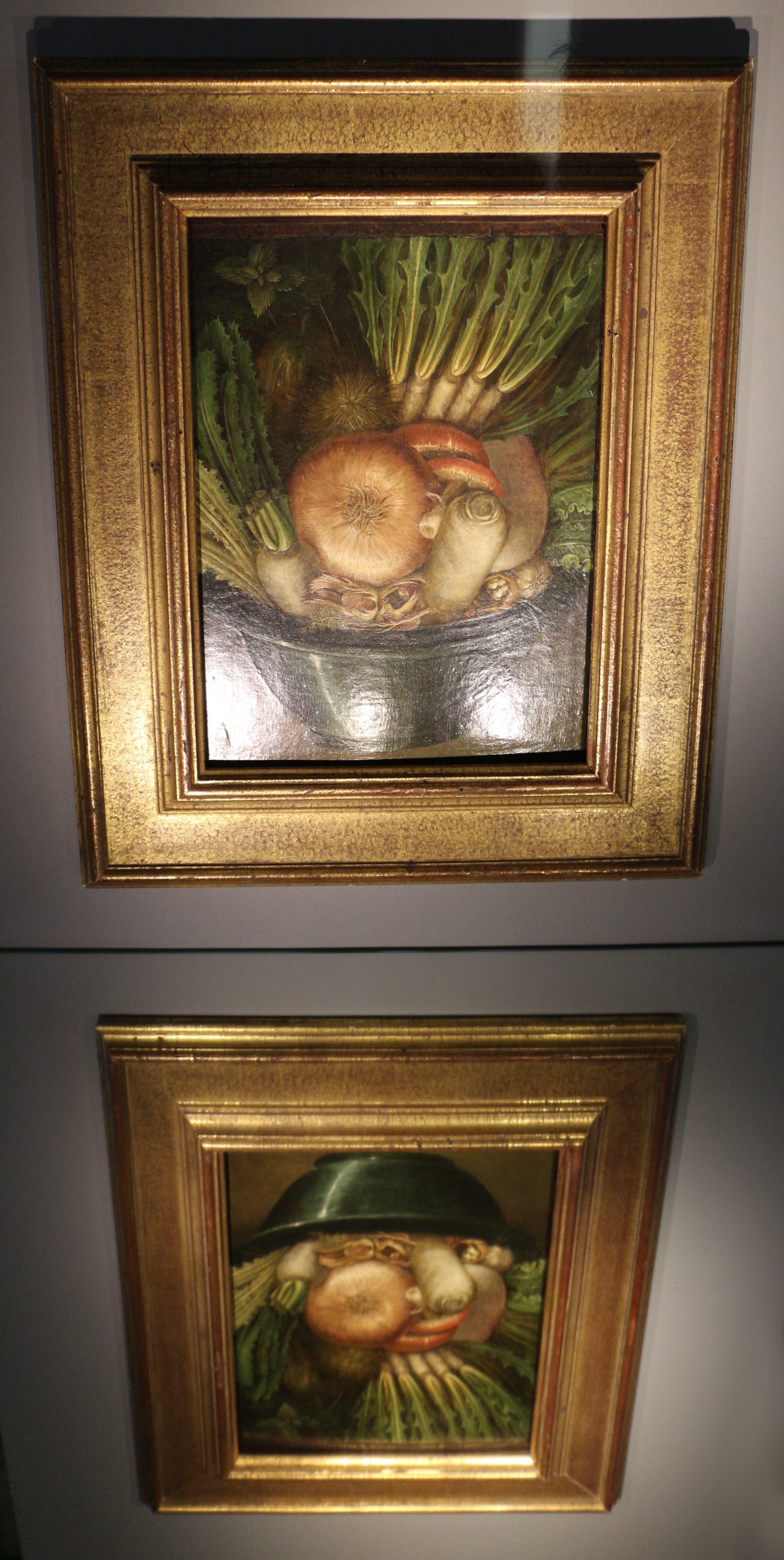
Le tableau avec son reflet dans le miroir.